# Synothele moonabie
Synothele moonabie là một loài nhện trong họ Barychelidae. Loài này phân bố ờ Nam Úc.